# Bourgueil
Bourgueil ist eine französische Gemeinde mit 3648 Einwohnern (Stand 1. Januar 2022) im Département Indre-et-Loire in der Region Centre-Val de Loire. Sie gehört zum Arrondissement Chinon und zum Kanton Langeais.

## Geografie
Die Kleinstadt liegt circa 40 Kilometer westlich von Tours und circa vier Kilometer nördlich der Loire an den Ufern des Flusses Changeon. Das Gemeindegebiet ist Bestandteil des Regionalen Naturparks Loire-Anjou-Touraine.

## Geschichte
Im Jahr 990 gründete Emma, Tochter des Grafen von Blois, Theobald I. das bedeutende Benediktinerkloster Saint-Pierre, das durch die Kultivierung mediterraner, aus dem Stammkloster in Italien stammender Pflanzen wie Olivenbäume, Apfelsinen und Granatäpfel bekannt war. Das Kloster wurde während der Französischen Revolution zerstört.

### Bevölkerungsentwicklung
| Jahr                       | 1962 | 1968 | 1975 | 1982 | 1990 | 1999 | 2006 | 2017 |
| Einwohner                  | 3093 | 3631 | 3620 | 4136 | 4001 | 4109 | 3923 | 3923 |
| Quellen: Cassini und INSEE |      |      |      |      |      |      |      |      |

## Sehenswürdigkeiten

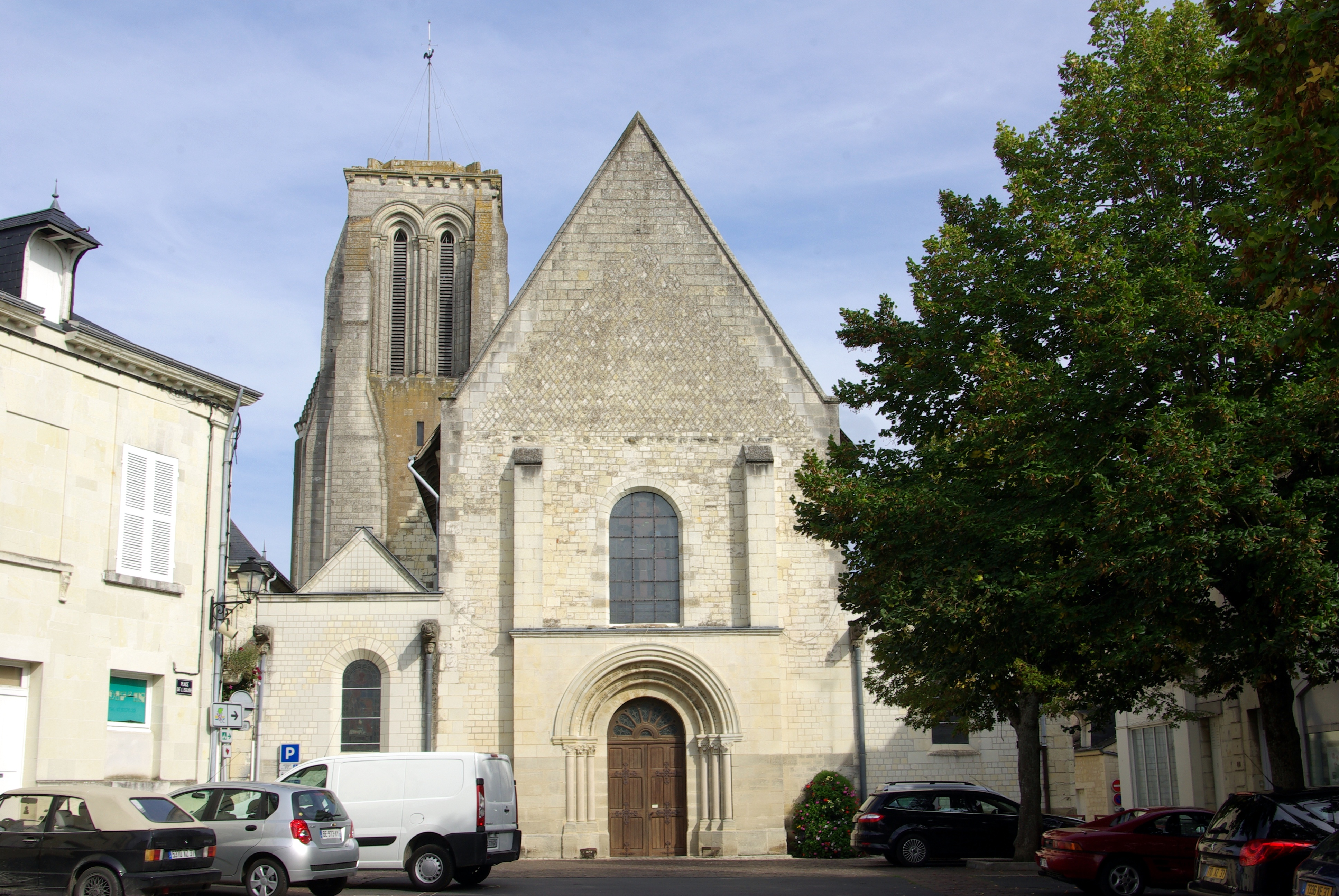
Kirche Saint-Germain

- Dolmen von Bourgueil
- Kirche Saint-Germain

## Weinbau
Die Gemeinde gibt dem gleichnamigen Weinbaugebiet mit dem Status einer AOC (seit dem 31. Juli 1937) seinen Namen. Auf einer Rebfläche von 1368 Hektar, die sich auf die acht Gemeinden  Benais, Bourgueil, Chouzé-sur-Loire, Ingrandes-de-Touraine, La Chapelle-sur-Loire, Restigné, Saint-Nicolas-de-Bourgueil und Saint-Patrice nördlich der Loire verteilt, wird im westlichen Teil der Region Touraine, einem Teilbereich des Weinbaugebiets Loire fast ausschließlich Rotwein aus der Rebsorte Cabernet Franc angebaut. Zu maximal zehn Prozent ist auch der Einsatz der Sorte Cabernet Sauvignon zugelassen. Der gesetzliche Ertrag ist auf 55 hl/ha begrenzt, kann aber in schlechten Weinjahren auf bis zu 67 hl/ha erhöht werden.
Ähnlich wie die Weine aus Chinon, ein Weinort der etwa zehn Kilometer entfernt südlich der Loire liegt, sind auch die örtlichen Weine ziemlich tanninhaltig. Besonders wenn die Trauben in Hanglagen auf Tuffgestein wachsen, sind die aus ihnen gekelterten Weine in guten Jahren ausbaufähig und lange haltbar. Dies trifft insbesondere auf die Jahrgänge 1976, 1989 und 1990 zu. Gewächse, die auf einem Sand- und Kiesboden gedeihen, ergeben dagegen nur mittelschwere, dafür aber fruchtige Weine.
Im Jahr 2002 wurden 69.500 hl Rotwein sowie einige hundert Hektoliter Roséwein ausgebaut. Die wenigen Weißweine fallen nicht unter die Bestimmungen der AOC.
Die örtlichen Weine wurden bereits von den Schriftstellern Pierre de Ronsard und François Rabelais gerühmt.

## Persönlichkeiten
- Moyse Amyraut (1596–1664), bedeutender Theologe
- Jean Carmet (1920–1994), Schauspieler

## Gemeindepartnerschaften
- Reimlingen, Schwaben seit 1975
- Breganze, Venezien seit 2001